# Cerkiew Podwyższenia Krzyża Pańskiego w Kożanach

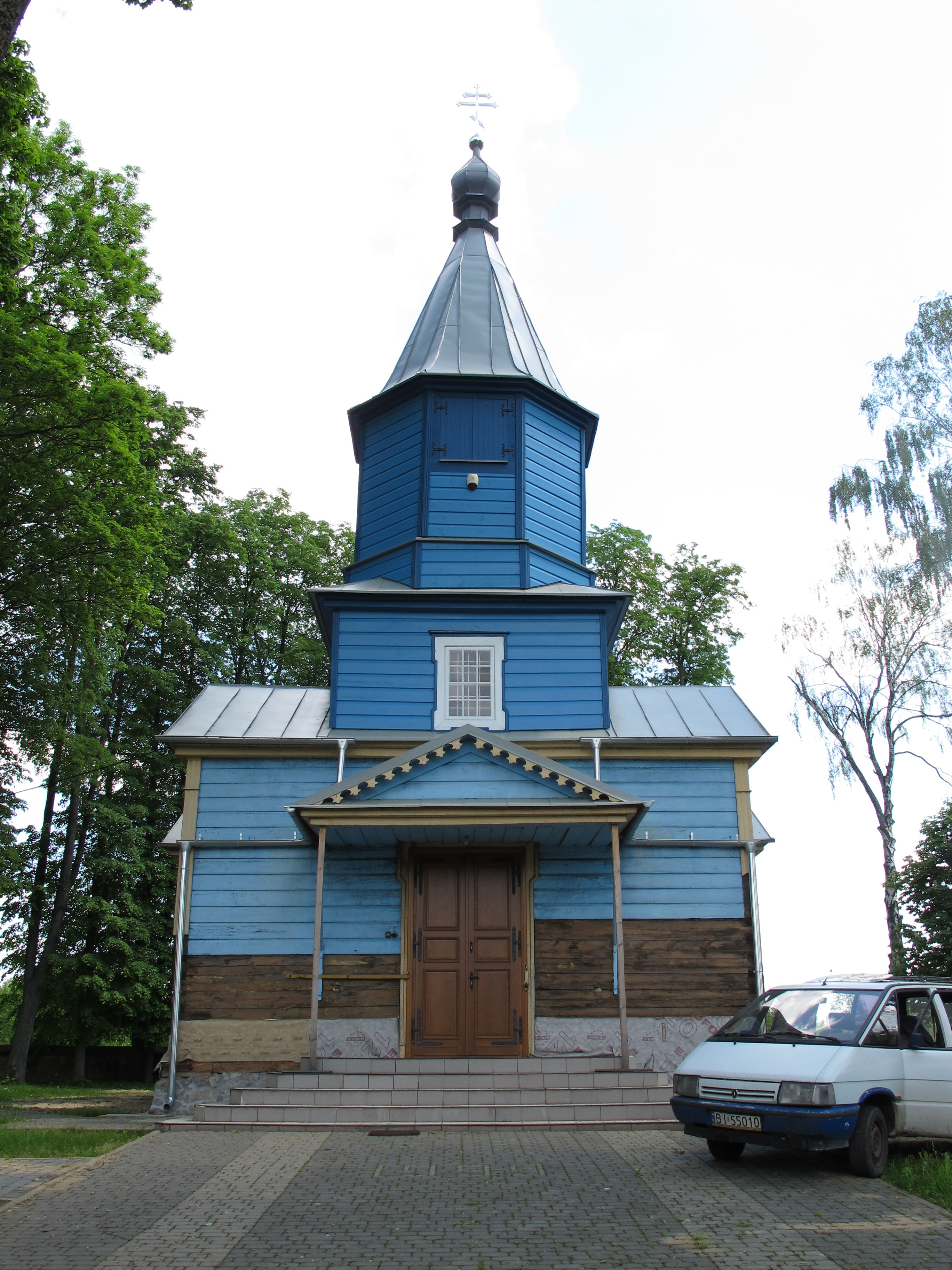
Elewacja budynku

Cerkiew Podwyższenia Krzyża Pańskiego – prawosławna cerkiew parafialna w Kożanach. Należy do dekanatu Białystok diecezji białostocko-gdańskiej Polskiego Autokefalicznego Kościoła Prawosławnego.

## Historia

### Pierwsza cerkiew w Kożanach
Najstarsza wzmianka źródłowa dotycząca cerkwi w Kożanach znajduje się w dokumencie fundacyjnym wystawionym przez Macieja Lewickiego, cześnika podlaskiego, w 1621. W dokumencie tym duchowny służący w tejże świątyni został uposażony w 3/4 włóki gruntu wolnych od opłat. W tekście wskazano również, że już przodkowie Macieja Lewickiego nadawali grunta duchownym z Kożan, co sugeruje istnieje prawosławnej cerkwi już wcześniej. Świątynia znana w XVII w. nosiła wezwanie Narodzenia Matki Bożej, które w Kożanach nadal jest szczególnie uroczyście obchodzone. Według innego źródła pierwsza cerkiew powstała w Kożanach dopiero w 1621 (a zatem po wydaniu dokumentu Macieja Lewickiego) i nosiła wezwanie św. Jerzego.
Początkowo prawosławna, cerkiew przeszła na unię. W XVIII w. unicka parafia w Kożanach była jedną z dziewiętnastu placówek duszpasterskich w dekanacie podlaskim unickiej metropolii kijowsko-wileńskiej. Po przyłączeniu części Podlasia do Prus znalazła się w granicach erygowanej w 1797 diecezji supraskiej, gdzie nadal wchodziła w skład dekanatu białostockiego. Następnie włączono ją do diecezji brzeskiej.
Z I połowy XVII w. pochodzi Kożańska Ikona Matki Bożej, która najpóźniej w wieku XVIII stała się przedmiotem szczególnego kultu. W 1761 przy parafii utworzono bractwo Miłosierdzia Matki Bożej, zaś w protokole wizytacji kanonicznej z 1773 wskazano, iż wizerunek znajdował się w ołtarzu bocznym, otoczony wotami dziękczynnymi. 
W XVIII w. świątynia unicka w Kożanach i jej wyposażenie było silnie zlatynizowane. Proces ten dotyczył zresztą wszystkich obiektów sakralnych tego wyznania na Białostocczyźnie. W czasie wizytacji w cerkwi w końcu XVIII w. i na początku XIX w. stwierdzono, iż używano w niej szat liturgicznych łacińskich, dzwonków ołtarzowych, polskojęzycznego Ewangeliarza (nie było natomiast na wyposażeniu świątyni ksiąg liturgicznych cerkiewnosłowiańskich). W 1773 w cerkwi nie było już pełnego ikonostasu, zachowano jedynie jego fragmenty – częściowo pozłacane carskie wrota oraz ikony apostołów, ewangelistów i proroków. W świątyni znajdował się również obraz św. Franciszka, którego kult wprowadzono do Kościoła unickiego po synodzie zamojskim. Na początku lat 30. XIX w. w cerkwi znajdowały się cztery ołtarze boczne.
W 1835 cerkiew w Kożanach straciła status parafialnej z powodu ubóstwa, niewielkiej liczby parafian i bardzo złego stanu technicznego budynku sakralnego. Wiernym nakazano uczęszczanie do cerkwi w Surażu lub w Rybołach. Budowlę sakralną zamknięto. W związku z tym nie objęto jej akcją usuwania łacińskich elementów z wyposażenia świątyń, jaką prowadził konsystorz unickiej metropolii kijowskiej pod kierunkiem biskupa Józefa Siemaszki, przygotowując konwersję całych parafii na prawosławie.
W latach 70. XIX w. nieużytkowana cerkiew została rozebrana, a pozyskany materiał wykorzystano dla wzniesienia cerkwi cmentarnej w Rybołach. Parafia w Rybołach przejęła również dzwony ze świątyni kożańskiej, ikonę Matki Bożej oraz szczególnie czczoną ikonę św. Jerzego. Wszystkie dawne unickie placówki duszpasterskie na Podlasiu były już wówczas świątyniami prawosławnymi, na mocy postanowień synodu połockiego z 1839.

### Cerkiew z 1883
Nowa parafialna cerkiew Podwyższenia Krzyża Pańskiego została zbudowana po długich staraniach miejscowej ludności. Wznoszenie nowego obiektu sakralnego trwało trzy lata, do 1886. Mimo ponownego otwarcia cerkwi w Kożanach nie zwrócono do niej elementów wyposażenia przekazanych parafii rybołowskiej. Dopiero w 1896 władze eparchii wileńskiej i litewskiej poleciły przekazać do nowej świątyni Kożańską Ikonę Matki Bożej, natomiast ikonę św. Jerzego i dzwony nakazały pozostawić w cerkwi w Rybołach. Mimo unickiego pochodzenia wizerunku w prawosławnej cerkwi nadal był on otaczany szczególnym kultem. Nadal funkcjonowało bractwo maryjne. Na początku XX wieku ikonę wystawiono po prawej stronie ikonostasu, w ozdobnym kiocie wykonanym dla niej w tym samym stuleciu. W czasie bieżeństwa wizerunek został wywieziony ze świątyni przez rodzinę Andrejuków, a po I wojnie światowej – ponownie przekazany parafii kożańskiej.
I wojnę światową cerkiew przetrwała nieuszkodzona, nie zostało zniszczone także wyposażenie świątyni i dzwony, toteż w 1919 opisano świątynię jako nadającą się do użytkowania. Bezpośrednio po odzyskaniu niepodległości przez Polskę władze polskie zamierzały odebrać budynek parafii prawosławnej, zamiar ten jednak ostatecznie zarzucono. W 1921 ponownie pomalowano dach cerkwi. Świątynia powtórnie utraciła status parafialnej i stała się filią cerkwi w Rybołach. W 1924 decyzję tę zmieniono, ponownie zaliczając parafię w Kożanach do etatowych prawosławnych placówek duszpasterskich.
W 2. dekadzie XXI w. świątynia przeszła gruntowny remont. Po zakończeniu prac, cerkiew została 21 września 2019 r. poświęcona przez arcybiskupa białostockiego i gdańskiego Jakuba.

## Architektura
Jest to budowla drewniana, trójdzielna, o konstrukcji zrębowej, wzniesiona na planie krzyża greckiego (na ramionach – kruchta, dwie zakrystie i prezbiterium; w centralnej części – jedna nawa). Nad kruchtą ośmioboczna wieża-dzwonnica, zwieńczona ostrosłupowym hełmem, o konstrukcji szkieletowej. Świątynia kryta jest dachem dwu- i czterospadowym z latarnią na planie ośmioboku, zakończoną cebulastą kopułką.
Na terenie cerkiewnym znajdują się zabytkowe krzyże oraz pomnik ofiar 80 prawosławnych mieszkańców gminy Juchnowiec Kościelny, którzy zginęli lub zaginęli w czasie II wojny światowej, odsłonięty z okazji 70. rocznicy wybuchu konfliktu, w 2009.
We wnętrzu cerkwi znajduje się ikonostas powstały w pracowni Jegora Mołokina w Wilnie. Autor ten napisał jedenaście wizerunków znajdujących się w ikonostasie, wśród których wyróżnia się wizerunek Chrystusa Zbawiciela.
U podnóża wzgórza, na którym wznosi się świątynia, znajduje się drewniana kaplica nad źródłem uznawanym przez prawosławnych za cudowne.
Cerkiew razem z otaczającym ją ogrodzenie i bramą w nim wpisano do rejestru zabytków 14 grudnia 2005 pod nr A-144.